# Rafaela Pastor
Rafaela Pastor Martínez (Málaga, 1959) es una activista feminista española presidenta y cofundadora de la Plataforma Andaluza de Apoyo al Lobby Europeo de Mujeres (PALEM). Desde 2001 lidera el "Feminario", una escuela de formación feminista que anualmente se celebra en Córdoba.

## Biografía
Nacida en Málaga y criada en Puente Genil, creció en el seno de una familia obrera, con una madre y una abuela "luchadoras y reivindicativas" - ha explicado - "en una casa en la que no había ni cuarto de baño".  Asumió sola la maternidad. Su familia era también una familia conectada con el flamenco en varias generaciones. Su hija, la cantante y activista feminista Lourdes Pastor (1981) ha heredado la tradición musical.
Activista en la Asociación de Mujeres de Puente Genil participó en el grupo creado por la Junta de Andalucía en 1994 para asistir representando a Córdoba a la Conferencia de la Mujer celebrada en Beijing en 1995. Un año después se trasladó a Córdoba y fue cofundadora  de la Plataforma Andaluza de Apoyo al Lobby Europeo de Mujeres vinculada a la Coordinadora Española para el Lobby Europeo de Mujeres y que desde entonces ha liderado numerosas campañas en defensa de los derechos humanos de las mujeres reivindicando el activismo feminista.
Pastor imparte habitualmente talleres y conferencias sobre empoderamiento de las mujeres, igualdad y lucha para la erradicación de la violencia de género.

## Premios y reconocimientos
- 2003 premio de la gederación andaluza de COLEGAS (Confederación LGTB Española)[6] por "la promoción de valores como la convivencia", y en 2005[7] le concedió el premio 'FannyAnn Eddy'.
- En 2006, el Instituto Andaluz de la Mujer concedió el Pre.mio Meridiana como iniciativa en defensa de la igualdad.[8]
- En 2011, el Instituto Andaluz de la Mujer concedió el Premio Meridiana a Rafaela Pastor, presidenta de PALEM, como reconocimiento a "la labor desarrollada en defensa de la igualdad de derechos y oportunidades entre mujeres y hombres".[9]
- En 2013, se incluyó a Rafaela Pastor en el Especial de “500 Mujeres que hacen Córdoba”.[10]